# Xie Fang
En una onomàstica xinesa Xie es el cognom i Fang el prenom.
Xie Fang   (Huangpi, 1 de novembre de 1935 - Pequín, 19 de desembre de 2024) va ser una escriptora, actriu de teatre i cinema xinesa. És considerada una de les grans actrius del cinema xinès d'abans de la Revolució Cultural.

## Biografia
Xie Fang de nom real Xie Huaifu, va néixer l'1 de novembre de 1935 a Huangpi, districte de la ciutat de Wuhan, a la província de Hubei. El seu pare i la seva mare eren mestres, tots dos en institucions religioses. El seu pare va estudiar en un seminari i la seva mare va estudiar la Universitat de Yenching (燕京大学). El 1937 la família es va traslladar a Pequín on el seu pare va entrar en contacte amb el Partit Comunista Xinès. Més tard durant l'ocupació japonesa van marxar a Shanghai. Xie va completar l'escola secundària a la "Hankou Shengluoyi Girls' Middle School" el 1951 i es va unir a una companyia de teatre que poc després es va convertir en el Teatre i Òpera de Wuhan (武汉歌剧院). Ràpidament es va convertir en una de les actrius principals, actuant en obres importants del repertori del teatre parlat o cantat, com ara La xica dels cabells blancs (白毛女) o Hua Mulan (花木兰).
El 1957 es va casar amb l'actor i cal·lígraf Zhang Mu que va morir el 25 de desembre de 2022.

#### Carrera cinematogràfica
Tot i que només va aparèixer en tres pel·lícules abans de 1966, la seva presència i els seus papers a la pantalla, a finals dels anys 50 i sobretot principis dels 60, van adquirir un aspecte icònic.
El 1959 va iniciar la seva carrera amb el paper de l'heroïna revolucionària Lin Daojing (林道静) en la pel·lícula 青春之歌 (Song of Youth) de l'actor i director Cui Wei i Chen Huai'ai. L'èxit de la pel·lícula, i de la seva interpretació, la van convertir de sobte en una actriu famosa i popular; llavors es va dedicar únicament al cinema.
El 1963 va entrar al Beijing Film Studio, on al costat de Sun Daolin i Shagguan Yunzhu, va rodar 早春二月, -Early Spring in February-(Primerenca primavera al febrer) dirigida per Xie Tieli, basada en la novel·la Febrer de l'escriptor Rou Shi, a on Xie va interpretar el paper de Tao Lao.
El l 1964, va fer el seu tercer paper icònic, el de Chunhua (春花) a "Stage Sisters" (舞台姐妹), considerada la pel·lícula més important del director Xie Jin. Chunhua és una jove camperola que per evitar un matrimoni concertat, es acollida en una companyia de teatre que interpreta òperes revolucionaries, on acaba convertint-se en l' estrella. Durant la Revolució Cultural el viceministre de Cultura Xia Yan (夏衍) va demanar fer alguns canvis al guió, però malgrat les modificacions, el govern va prohibir la distribució i va perseguir especialment al director, per haver representat i defensat els valors burgesos. El paper de Chunhua només reforçarà la imatge icònica de Xie Fang com a heroïna revolucionària. També és aquesta imatge la que perjudicarà el progrés de la seva carrera després de la Revolució Cultural. La imatge de Xie Fang era tan forta que perdurava. Quan va voler tornar al cinema a finals dels anys 70, va tenir moltes dificultats per trobar papers en el context de l'obertura i el ressorgiment del cinema xinès. Xie Fang va ser valorada com a una figura típica del passat.
A partir dels anys vuitanta va tornar a tenir oportunitats, inicialment com a protagonista i més tard en papers secundaris. Entre altres es poden destacar films com The Second Handshake (第二次握手) del director Dong Kena , Traces of Tears de Li Wenhua. La primera pel·lícula és la història de joves científics dedicats al seu país, als seus ideals, a la seva amistat i als seus amors entre 1928 i 1958; la segona tracta sobre la importància i les conseqüències de la caiguda de la Banda dels Quatre; en totes dues, Xie hi aporta un valor simbòlic per la seva mateixa imatge.
El 1981, va protagonitzar la pel·lícula biogràfica 李清照 Li Qingzhao dirigida per Zhang Jinglong, el 1984, va protagonitzar amb Zhang Yu el llargmetratge  清水湾，淡水湾 (Clear Water Bay, Tamsui Bay) adaptat de la novel·la homònima de Jiang Dian i el 1986 va protagonitzar amb Tao Yuling i Xu Huanshan a la pel·lícula dramàtica 幸运的人 (L'home afortunat).
El 1999, va protagonitzar amb Chen Qiang 九九艳阳天 (A Beautiful sunset of Life). Més tard va seguint treballant en papers adequats a la seva edat en films com, 壮士出征 (The Warriors Go to War) del 2007 amb Sun Xing i Xie Na, dirigida per Pu Tengjin, i 六年，六天 (Six Years, Six Days) del 2017, amb Wang Xiao i Jiang Ruijia , dirigida per Shen Dong. També va participar en sèries de televisió com 老人的故事 (The Old Man's Story).
Xie Fang va guanyar el 15è premi Golden Phoenix (Jinfenghuang Jiang) de la Societat xinesa de cinema i arts escèniques a la trajectòria i el 2016, va guanyar el Lifetime Achievement Award a la 33a edició dels Premis Popular Film Hundred Flowers.

## Filmografia destacada
| Any  | Títol xinès | Títol anglès             | Paper         | Director              |
| ---- | ----------- | ------------------------ | ------------- | --------------------- |
| 1959 | 青春之歌    | Song of Youth            | Lin Daojing   | Cui Wei i Chen Huaiai |
| 1963 | 早春二月    | Early Spring in February | Tao Lao       | Xie Tieli             |
| 1964 | 舞台姐妹    | Two Stage Sisters        | Zhu Chunhua   | Xie Jin               |
| 1979 | 泪痕        | Traces of Tears          | Kong Nina     | Li Wenhua             |
| 1980 | 第二次握手  | The Second Handshake     | Ding Jieqiong | Dong Kena             |
| 2019 | 大陈岛誓言  | Oath of Dachen Island    |               | Chen Huajie           |